# Groupe Nsukka
Le groupe Nsukka (en anglais : Nsukka group) est le nom donné à un collectif d'artistes nigérians associés à l'université du Nigeria à Nsukka.

## Description
Le groupe de Nsukka est connu pour son œuvre visant à faire revivre la pratique de l'uli et à incorporer ses motifs dans l'art contemporain en utilisant des supports tels que la peinture acrylique, la tempera, la gouache, le stylo et l'encre, le pastel, la peinture à l'huile et l'aquarelle. Bien que les artistes uli soient traditionnellement des femmes, de nombreux artistes du groupe sont des hommes. Certains étaient poètes et écrivains en plus d'être artistes.
Le groupe de Nsukka a évolué comme une tendance que l'on peut percevoir dans les œuvres de certains artistes africains. Il se révèle généralement un mélange original de cubisme et d'arts primitifs.
En octobre 1997, le musée national d'Art africain de la Smithsonian Institution a lancé l'exposition « The Poetics of the Line: Seven Artists of the Nsukka Group », qui était également l'exposition inaugurale de la Sylvia H. Williams Gallery,.

## Membres
Le groupe Nsukka est composé d'un nombre de sept artistes qui n'a pas bougé :
- Tayo Adenaike (en)
- El Anatsui
- Chike Aniakor (en)
- Olu Oguibe
- Uche Okeke
- Ada Udechukwu (en)
- Obiora Udechukwu (en)